# Parodos
Parodos – w teatrze greckim pieśń wejściowa chóru.
Nazywano tak również boczne przejście dla chóru (i widzów pierwszych rzędów), znajdujące się pomiędzy frontową ścianą skene przylegającą do orchestry a theatronem.